# Cuccaro Monferrato
Cuccaro Monferrato é uma comuna italiana da região do Piemonte, província de Alexandria, com cerca de 367 habitantes. Estende-se por uma área de 5 km², tendo uma densidade populacional de 73 hab/km². Faz fronteira com Camagna Monferrato, Fubine, Lu, Quargnento, Vignale Monferrato.

## Demografia
| Variação demográfica do município entre 1861 e 2011                               |
|                                                                                   |
| Fonte: Istituto Nazionale di Statistica (ISTAT) - Elaboração gráfica da Wikipedia |